# Ichthyomyzon bdellium
Ichthyomyzon bdellium – gatunek bezżuchwowca z rodziny minogowatych (Petromyzontidae). 

## Zasięg występowania
Dorzecze rzeki Ohio w USA.

## Budowa ciała
Osiąga 11,5-28 cm długości całkowitej (maksymalnie do 30 cm (samce) - 30,5cm (samice)). Ślepice osiągają do 17 cm długości. Procentowe proporcje długości poszczególnych części ciała są następujące: odcinek przedskrzelowy 10,4 -14,1%, odcinek skrzelowy 7,6 - 10,7%, tułów 47,3 - 54,3%, ogon 21,4 - 31,2%, oko 0,6 - 1,8%, przyssawka 6,2 - 9,5%. Wzdłuż tułowia 53-62 miomery. Przyssawka tak samo szeroka bądź szersza od głowy, zęby ostre i dobrze rozwinięte. Płetwa grzbietowa pojedyncza, lekko fałdowana. Płetwa ogonowa zaokrąglona.
Ubarwienie grzbietu szare, zaś boków i brzucha szarosrebrzyste. Linia boczna jest ciemno zabarwiona choć u świeżo przeobrażonych osobników może się nie wybarwiać. Płetwy mocno wybarwione.

## Biologia i ekologia

### Tryb życia
Gatunek słodkowodny. Zamieszkuje mniejsze rzeki w ich wyżej położonych odcinkach, rzadziej spotykany w zbiornikach zaporowych. Ślepice, oraz osobniki gotowe do tarła, bytują w strumieniach i małych rzekach (gdzie larwy przebywają w spokojnych zakolach i rozlewiskach o mulistym dnie), zaś dorosłe minogi spotyka się w większych rzekach.

### Odżywianie
Gatunek pasożytniczy. Chętnie żeruje na gatunkach Moxostoma carinatum, Moxostoma erythrurum, sandaczu amerykańskim oraz introdukowanym karpiu.